# Rio Hondo (cràter)
Rio Hondo és un cràter sobre la superfície de (951) Gaspra, situat amb el sistema de coordenades planetocèntriques a 31.7 ° de latitud nord i 20.7 ° de longitud est. Fa un diàmetre de 0.6 km. El nom va ser fet oficial per la UAI l'any 1994 i fa referència a les Termas de Rio Hondo una ciutat a l'Argentina amb balneari.